# Wolfgang Schwanitz

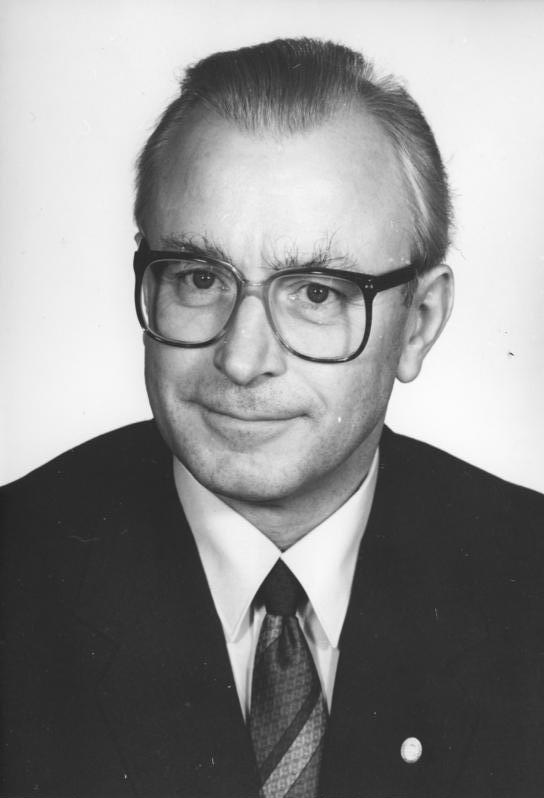
Wolfgang Schwanitz (1989)

Wolfgang Schwanitz (* 26. Juni 1930 in Berlin; † 1. Februar 2022 ebenda) war ein General im Ministerium für Staatssicherheit (MfS) der DDR, dort von 1986 bis 1989 stellvertretender Minister und anschließend von 1989 bis 1990 Leiter des Amtes für Nationale Sicherheit, der MfS-Nachfolgeorganisation. Seit der deutschen Wiedervereinigung war er als geschichtsrevisionistischer Autor tätig.

## Leben

### Herkunft und Leben bis 1951
Als Sohn eines Bankangestellten geboren, besuchte er die Oberschule und verließ sie wegen des Kriegsendes ohne Abschluss. Seine Kindheit hatte er zum größten Teil im Heim verbracht, weil sein Vater früh gestorben war. Anschließend absolvierte er von 1949 bis 1951 eine Lehre zum Großhandelskaufmann. Von Anfang an, seit Gründung der DDR, war Schwanitz Mitglied der FDJ und des FDGB. Seit 1950 war er auch Mitglied der DSF und seit 1953 Mitglied der SED und engagierte sich im „Zirkel Stalinbiographie“.

### Staatssicherheit 1951–1989
1951 wurde er Angehöriger des Ministeriums für Staatssicherheit (MfS), war ab 1954 unter anderem Kreisdienststellenleiter von Berlin-Pankow und Berlin-Weißensee. 1956 wurde er stellvertretender Leiter, 1958 Leiter der Abteilung II (Spionageabwehr) der Verwaltung Groß-Berlin. Er absolvierte von 1960 bis 1966 ein Fernstudium an der Humboldt-Universität zu Berlin mit der Fachrichtung Rechtswissenschaften (Abschluss als Diplomjurist) und promovierte 1973 zum Dr. jur. an der Juristischen Hochschule des MfS in Potsdam mit einer Arbeit zum Thema Bekämpfung feindlicher Erscheinungen unter Jugendlichen.
Im Februar 1974 wurde er als Nachfolger von Generalmajor Erich Wichert zum Leiter der Bezirksverwaltung Berlin des MfS berufen. Diese Funktion hatte er bis 1986 inne. Im Jahre 1984 wurde er zum Generalleutnant des MfS befördert und 1986 ins Ministerium versetzt. Dort war er bis November 1989 als Stellvertreter des Ministers tätig, verantwortlich für operative Sicherstellung und Technik. Wolfgang Schwanitz unterstanden zuletzt folgende Bereiche:
- Hauptabteilung III (Funkaufklärung, Funkabwehr)
- Operativ-Technischer Sektor (OTS)
- Abteilung Nachrichten (Abt. N)
- Abteilung XI (Chiffrierwesen)
- Abteilung Bewaffnung und Chemischer Dienst (Abteilung BCD)
- Abteilung 26 (Telefonüberwachung)

Als Leiter für operative Sicherstellung und Technik bekämpfte er DDR-Bürgerrechtler wie Bärbel Bohley, Vera Lengsfeld und Rainer Eppelmann. Im Oktober 1983 ließ er ihre Protestaktion gegen die Atomrüstung verhindern, indem er sie der Polizei „zuführte“. Für die Besetzung West-Berlins entwickelte er detaillierte Pläne zur Errichtung von zwölf Stasi-Kreisdienststellen, die „die Festnahme, Isolation bzw. Internierung der feindlichen Kräfte auf der Grundlage der vorhandenen Dokumente“ organisieren sollten.
In der Regierung Modrow wurde er am 18. November 1989 als Leiter des Amtes für Nationale Sicherheit berufen, der Nachfolgeorganisation des MfS. Er war zugleich Mitglied des Ministerrates der DDR. Ende November erklärte er in einer geheimen Besprechung, dass es Aufgabe der Stasi sei, „die Regierung und Parteiführung wirksam dabei zu unterstützen, die gefährlichen Entwicklungen in unserer Gesellschaft zunächst zu stoppen“. Er befahl deshalb, die Bürgerbewegung mit IM zu unterwandern. Am 14. Dezember 1989 wurde er beurlaubt und am 11. Januar 1990 durch die Volkskammer als Mitglied des Ministerrates abberufen und entlassen.
Von 1971 bis 1974 war Schwanitz Kandidat, von 1974 bis 1986 Mitglied der SED-Bezirksleitung Berlin sowie seit 1986 bis zum Außerordentlichen Parteitag 1989 Kandidat des ZK der SED. 1963 erhielt Schwanitz den Vaterländischen Verdienstorden in Bronze.

### Tätigkeiten nach 1989
Schwanitz war bis zu seinem Tod einer der Protagonisten der geschichtsrevisionistischen Gesellschaft zur Rechtlichen und Humanitären Unterstützung und Autor der Edition Ost. Das von Schwanitz dort herausgegebene Werk Die Sicherheit. Zur Abwehrarbeit des MfS, das den inneren Unterdrückungsapparat beschreibt, ordnet Karl Wilhelm Fricke als Teil des Geschichtsrevisionismus von Stasi-Kadern ein.
Ausführlich interviewt wird er in dem Dokumentarfilm Das Ministerium für Staatssicherheit – Alltag einer Behörde gemeinsam mit acht weiteren ehemaligen MfS-Mitarbeitern.
Er starb im Alter von 91 Jahren in seiner Berliner Wohnung.

## Schriften
- mit Reinhard Grimmer, Werner Irmler, Willi Opitz (Hrsg.): Die Sicherheit. Zur Abwehrarbeit des MfS, 2 Bände. Edition Ost, Berlin 2002, ISBN 3-360-01044-2.[9]
- mit Werner Großmann (Hrsg.): Fragen an das MfS. Auskünfte über eine Behörde. Edition Ost, Berlin 2010, ISBN 978-3-360-01813-7.
- mit Werner Großmann (Hrsg.): Fragen an das MfS. Auskünfte über eine Behörde. (Neuauflage) edition ost, Berlin 2021. ISBN 978-3-360-01898-4.